# Lijst van voetbalinterlands Djibouti - Eritrea
Deze lijst van voetbalinterlands is een overzicht van alle officiële voetbalinterlands tussen de nationale teams van Djibouti en Eritrea. De landen hebben tot nu toe twee keer tegen elkaar gespeeld. De eerste ontmoeting, een groepswedstrijd tijdens de CECAFA Cup 2007, werd gespeeld op 11 december 2007 in Dar es Salaam (Tanzania). Het laatste duel, een groepswedstrijd tijdens de CECAFA Cup 2019, vond plaats op 13 december 2019 in Kampala (Oeganda).

## Wedstrijden
| № | Plaats        | Datum            | Competitie      | Wedstrijd          | Uitslag |
| - | ------------- | ---------------- | --------------- | ------------------ | ------- |
| 1 | Dar es Salaam | 11 december 2007 | CECAFA Cup 2007 | Djibouti − Eritrea | 2 − 3   |
| 2 | Kampala       | 13 december 2019 | CECAFA Cup 2019 | Djibouti − Eritrea | 0 − 3   |

## Samenvatting
| Competitie | Totaal gespeeld | Winst Djibouti | Gelijk | Winst Eritrea | Doelsaldo Djibouti – Eritrea |
| ---------- | --------------- | -------------- | ------ | ------------- | ---------------------------- |
| CECAFA Cup | 2               | 0              | 0      | 2             | 2 − 6                        |
| Totaal     | 2               | 0              | 0      | 2             | 2 − 6                        |

Wedstrijden bepaald door strafschoppen worden, in lijn met de FIFA, als een gelijkspel gerekend.
FDF · A-internationals · Djiboutiaans vrouwenelftal · Olympisch elftal · 
1990 – 1999 ·
2000 – 2009 ·
2010 – 2019 ·
2020 − 2029
1994 · 
1995 · 
1996 · 
1997 · 
1998 · 
1999 · 
2000 · 
2001 · 
2002 · 
2003 · 
2004 · 
2005 · 
2006 · 
2007 · 
2008 · 
2009 ·
2010 · 
2011 · 
2012 ·
2013 ·
2014 ·
2015 · 
2016 ·
2017 ·
2018 ·
2019 ·
2020 ·
2021 ·
2022 ·
2023 ·
2024
Algerije ·
Burkina Faso ·
Burundi ·
Comoren ·
Congo-Kinshasa ·
Egypte ·
Equatoriaal-Guinea ·
Eritrea ·
Ethiopië ·
Gambia ·
Guinee-Bissau ·
Jemen ·
Kenia ·
Libanon ·
Liberia ·
Malawi ·
Mauritius ·
Namibië ·
Niger ·
Oeganda ·
Pakistan ·
Rwanda ·
Sierra Leone ·
Soedan ·
Somalië ·
Swaziland ·
Tanzania ·
Togo ·
Tunesië ·
Zambia ·
Zimbabwe ·
Zuid-Soedan
ENFF · 
Eritrees vrouwenelftal
Interlands
Tegenstander:
Angola ·
Botswana ·
Burundi ·
Djibouti ·
Ghana ·
Jemen ·
Kameroen ·
Kenia ·
Malawi ·
Mali ·
Mozambique ·
Namibië ·
Nigeria ·
Oeganda ·
Rwanda ·
Senegal ·
Seychellen ·
Soedan ·
Somalië ·
Swaziland ·
Tanzania ·
Zimbabwe